# Epicyrtica
Epicyrtica é um gênero de traça pertencente à família Arctiidae.